# Нова Руда (Люблінське воєводство)
Нова Руда (пол. Nowa Ruda) — село в Польщі, у гміні Серокомля Луківського повіту Люблінського воєводства.
Населення — 115 осіб (2011).
У 1975-1998 роках село належало до Седлецького воєводства.

## Демографія
Демографічна структура станом на 31 березня 2011 року:
|          | Загалом | Допрацездатний вік | Працездатний вік | Постпрацездатний вік |
| -------- | ------- | ------------------ | ---------------- | -------------------- |
| Чоловіки | 51      | 7                  | 38               | 6                    |
| Жінки    | 64      | 13                 | 32               | 19                   |
| Разом    | 115     | 20                 | 70               | 25                   |